# Younes Al Shibani
Younes Al Shibani (Misrata, 27 de junho de 1981) é um futebolista líbio que atua como defensor.

## Carreira
Younes Al Shibani representou o elenco da Seleção Líbia de Futebol no Campeonato Africano das Nações de 2012.